# San Martín (Oliván)

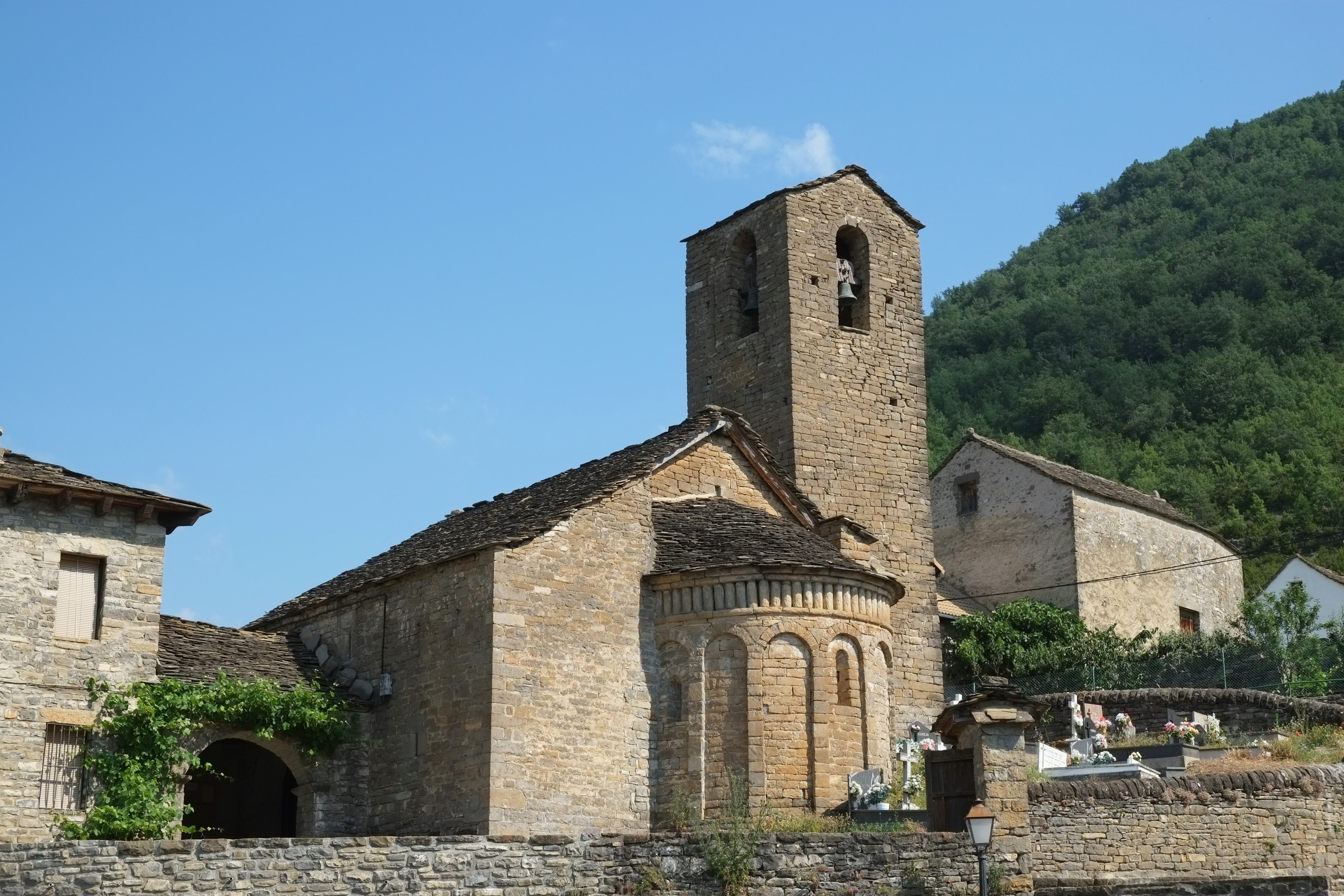
Kirche San Martín

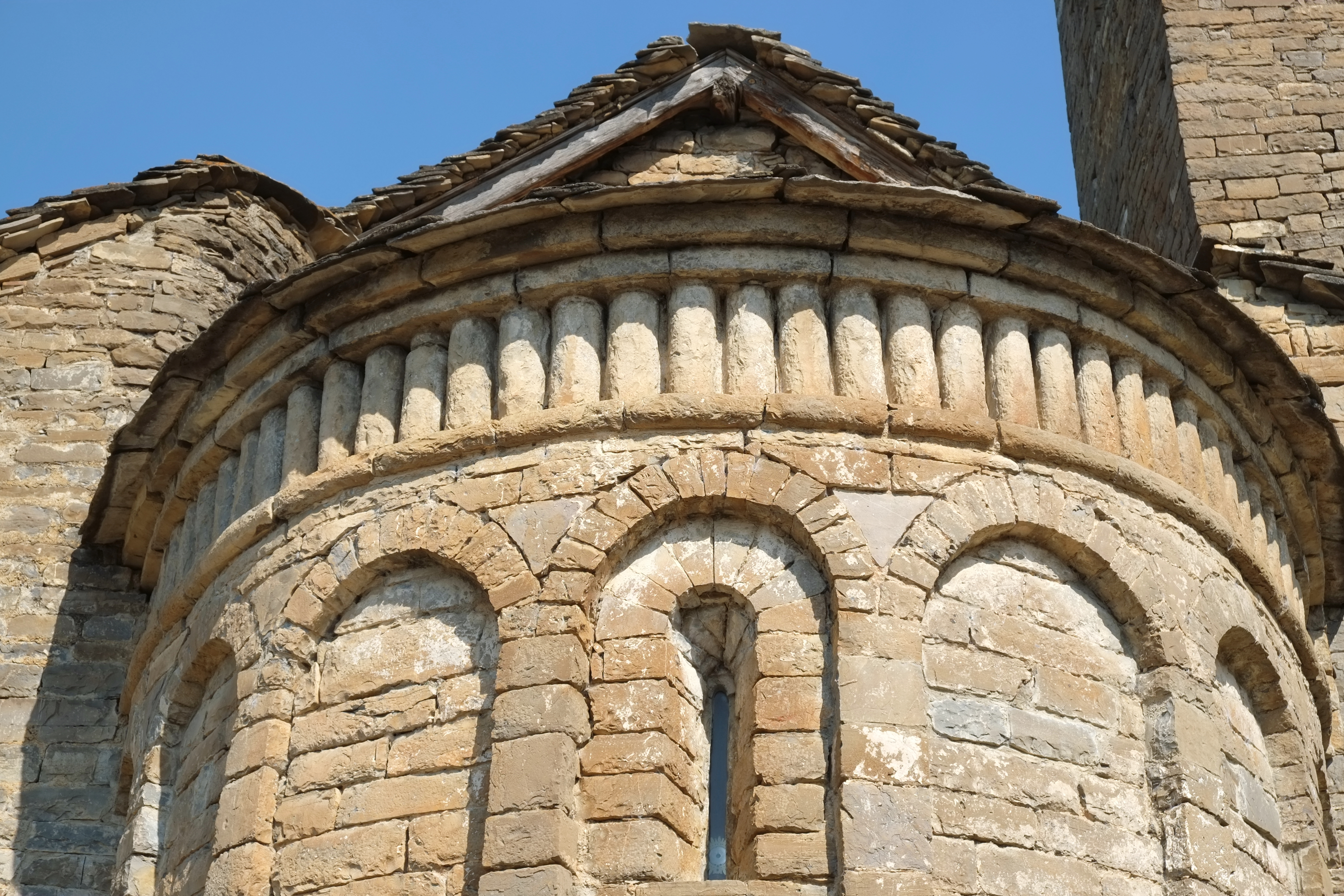
Apsis

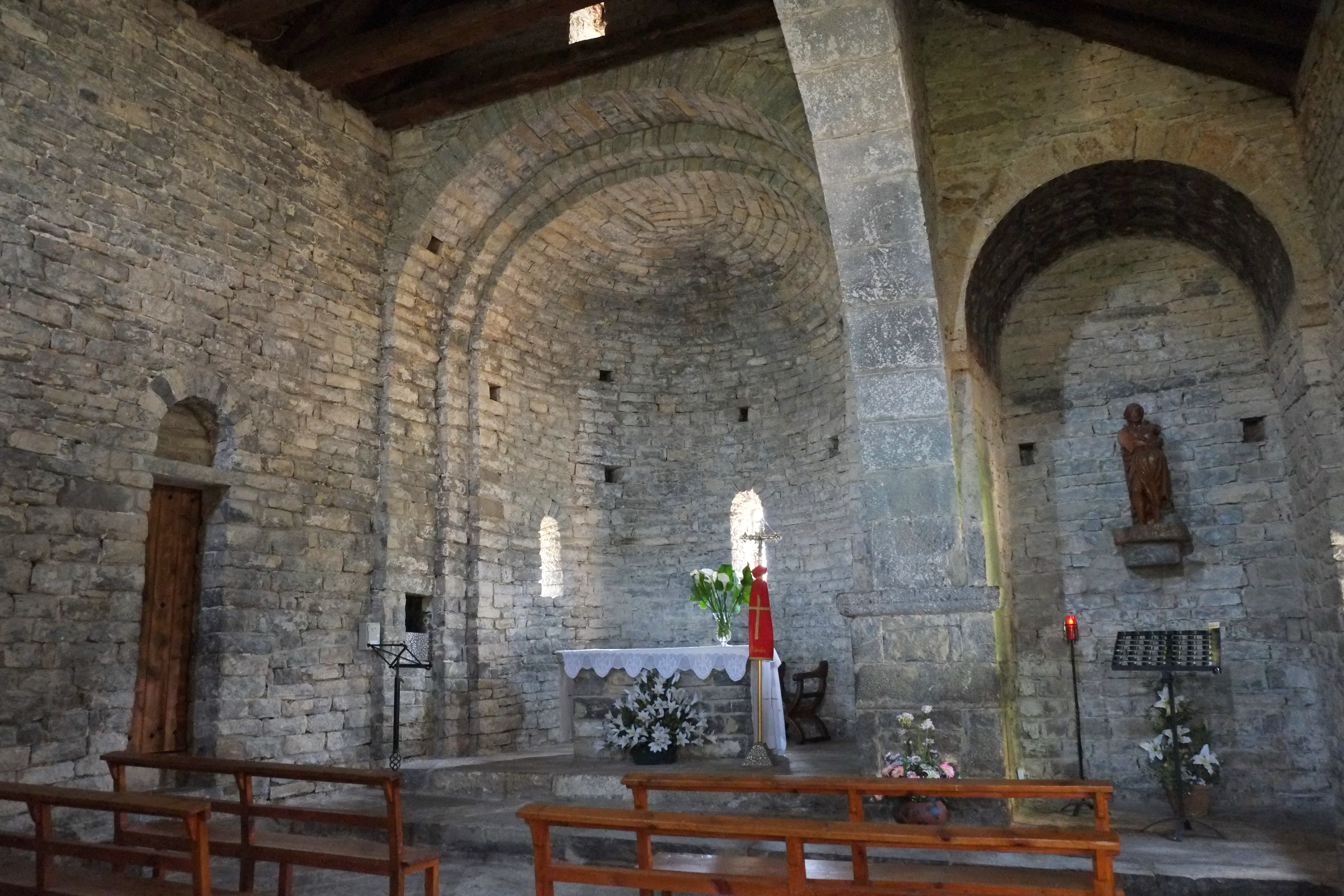
Innenraum, Blick zum Chor

Die katholische Pfarrkirche San Martín in Oliván, einem Ort in der Gemeinde Biescas in der Provinz Huesca der spanischen Autonomen Gemeinschaft Aragonien, wurde um 1060 errichtet und gehört zu den romanischen Kirchen der historischen Region Serrablo. In den 1980er Jahren wurde das Gebäude auf Initiative des Vereins Amigos de Serrablo und mit der Unterstützung der Dorfbewohner umfassend renoviert. Im Jahr 1982 wurde die Kirche mit anderen Kirchen der Region zum Baudenkmal (Bien de Interés Cultural) erklärt.

## Architektur

### Außenbau
Die Kirche ist aus mittelgroßen Steinquadern errichtet. Der ursprüngliche Bau bestand aus einem einzigen Schiff, einem  Chor mit halbrunder Apsis und einem Turm an der Nordseite des Langhauses. Die Apsis wird durch sieben Blendarkaden gegliedert, die auf Lisenen aufliegen. Unter dem Dachansatz verläuft ein breiter, zwischen zwei Wulstgesimsen eingebetteter und von Rundstäben gebildeter Fries. In die Apsis sind drei schmale, schießschartenartige Fenster eingeschnitten. Der ungegliederte Turm weist einen quadratischen Grundriss auf. Vermutlich besaß er ursprünglich ebenfalls Dreifachfenster wie die Kirchen von Lárrede und Gavín, die jedoch im 16. Jahrhundert durch die großen rundbogigen Schallöffnungen an der Ost- und Südseite ersetzt wurden.

### Innenraum
Im 16. Jahrhundert erfolgte auch der Anbau des Seitenschiffs an das südliche Langhaus. Dabei wurde die Langhauswand durch einen weiten Bogen zum Seitenschiff geöffnet. Das Seitenschiff ist wie das Hauptschiff mit einer Holzbalkendecke ausgestattet, die Apsis wird von einer Kalotte gedeckt. Das Seitenschiff schließt im Osten mit einer geraden Wand und wird parallel zur Apsiskalotte von einer bemalten Tonne überwölbt.

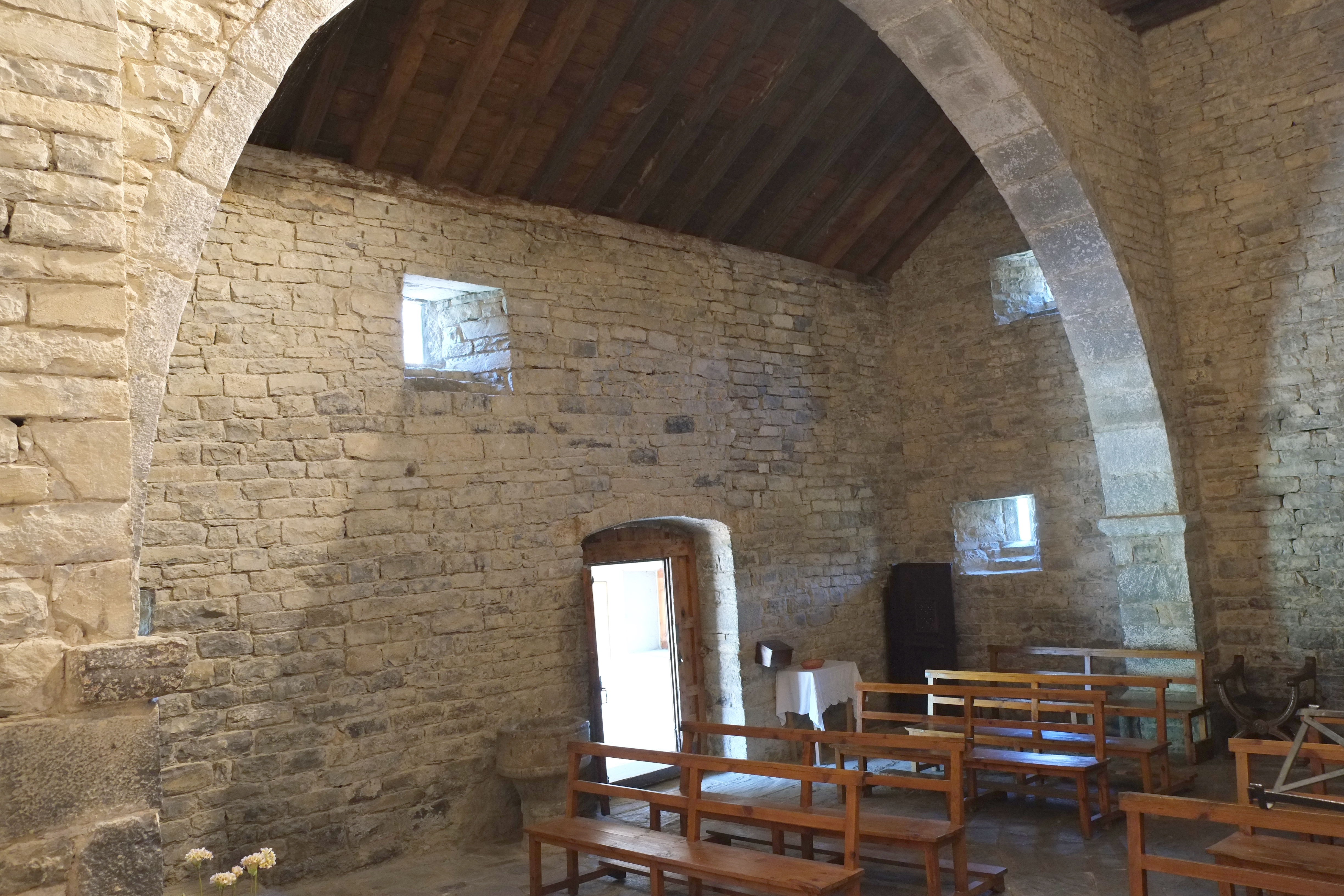
Blick vom Hauptschiff in das Seitenschiff
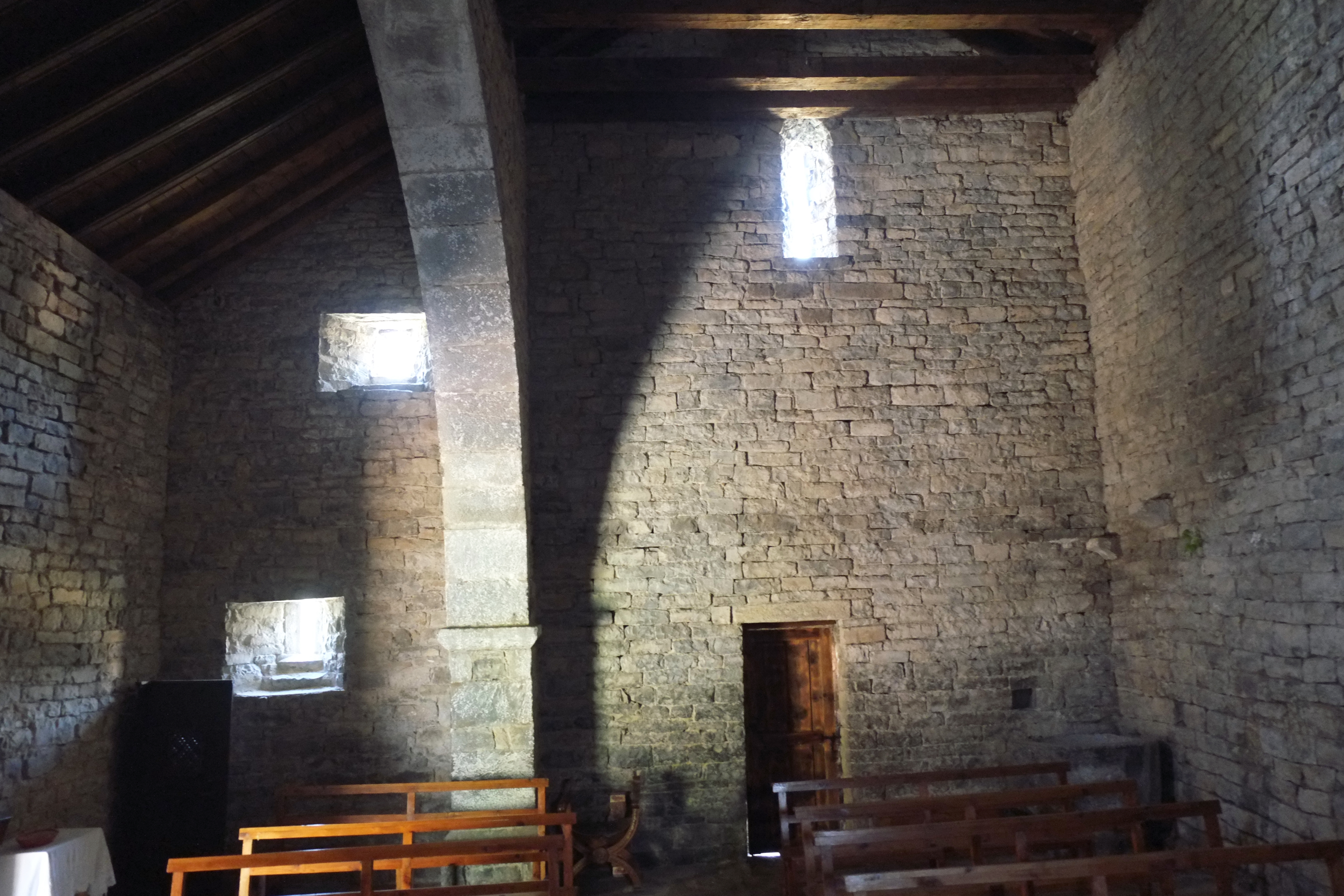
Innenraum, Blick nach Westen
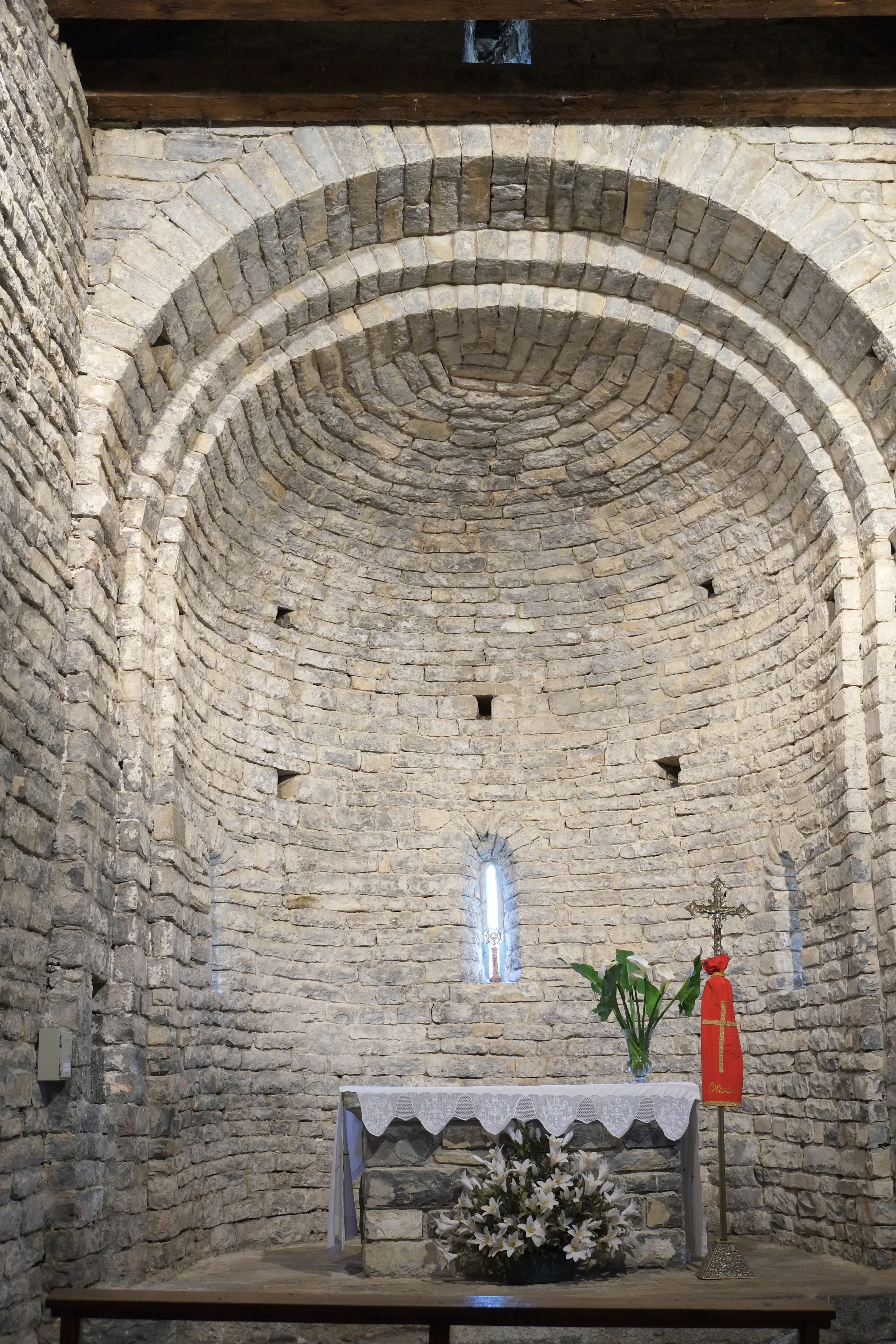
Apsis
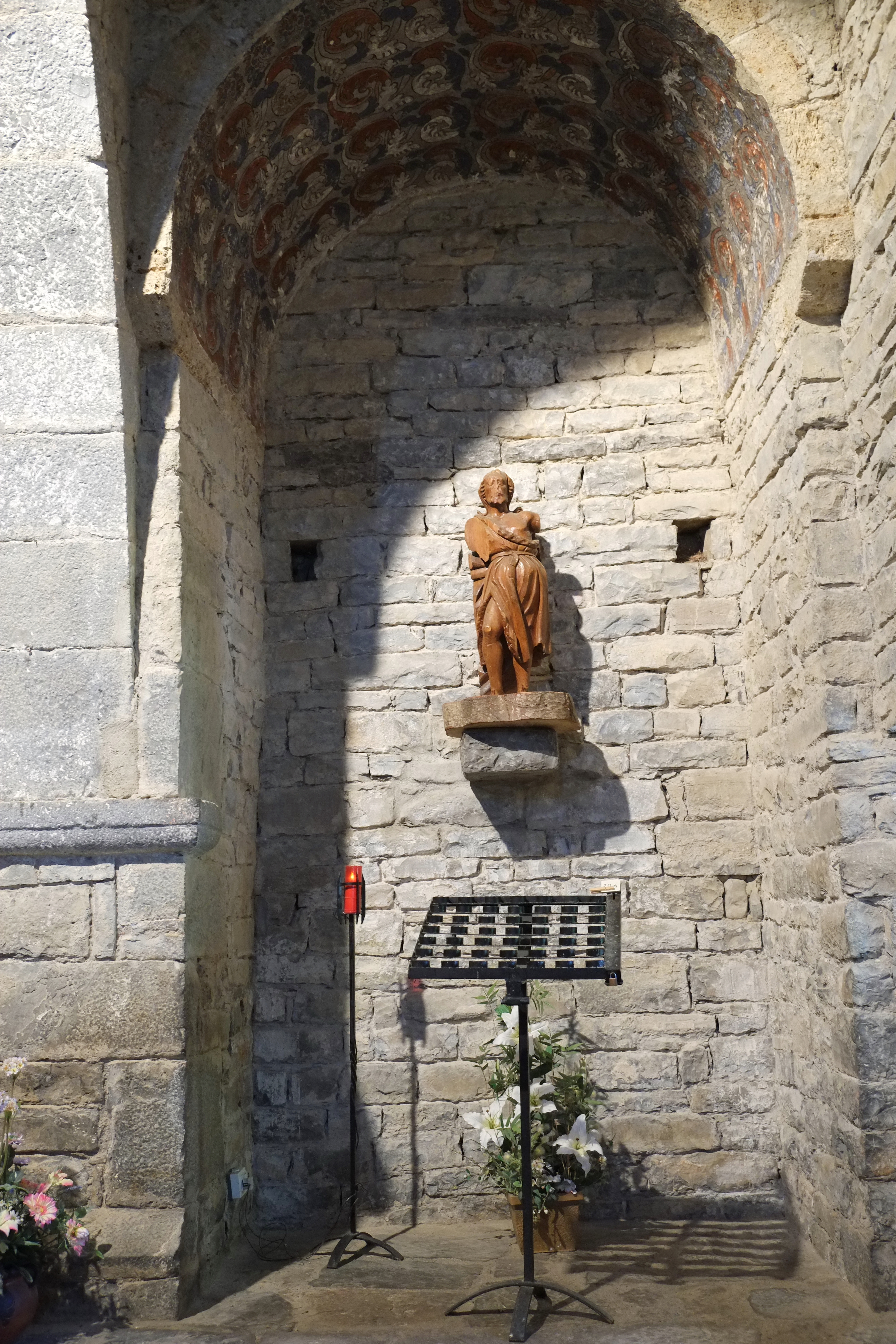
Östlicher Abschluss des Seitenschiffs

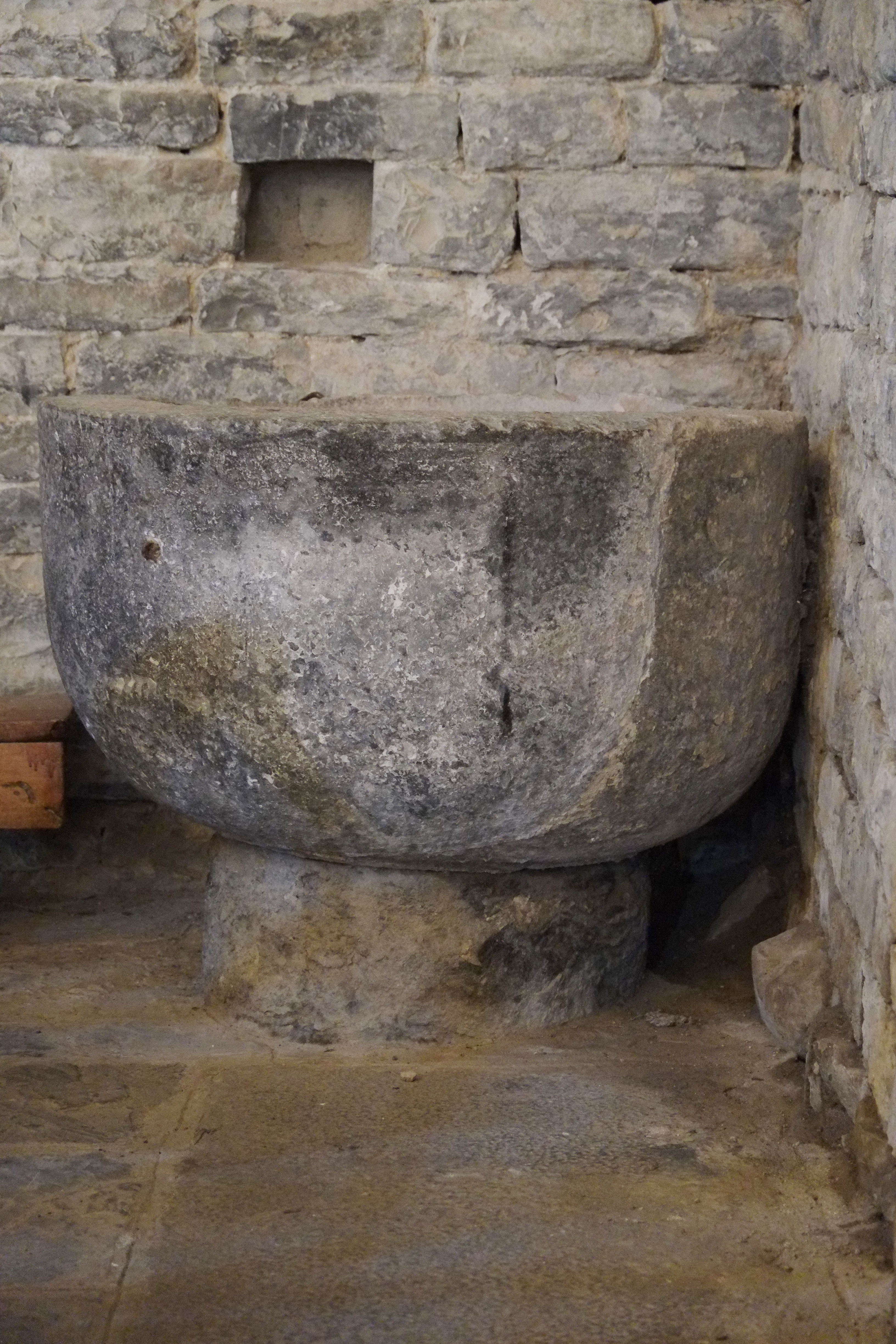
Taufbecken

## Taufbecken
In der Kirche wird ein grob behauenes, steinernes Taufbecken aufbewahrt.